# Abdellah Kechra
Abdellah Kechra (Orán, Argelia, 31 de enero de 1945) es un exfutbolista argelino.

## Trayectoria
Fue internacional con la selección de fútbol de Argelia y disputó la Copa Africana de Naciones 1968. Ganó la Championnat National de Première Division en 1971 y la Copa de Argelia en 1975.
Su último equipo fue el Mouloudia Club d'Oran.